# Erik Hell
Erik Hell (født 11. august 1911, død 11. marts 1973) var en svensk skuespiller.

## Liv og karriere
Hell blev født i Finland og var søn af en norsk far og en finsk mor. Han flyttede til Sverige med sin familie i 1918 under den finske borgerkrig.
Hell arbejdede først på et glasværk i Emmaboda, før han gik på Dramatens elevskola fra 1939 til 1942. Herefter var han tilknyttet Dramaten indtil 1943. I perioden 1959 til 1963 var Erik Hell ansat ved teatrene i Norrköping og Linköping. Han vendte i 1966 tilbage til Dramaten og forblev der til 1971.
Erik Hell fik sin filmdebut i 1940 og optrådte sidenhen i omkring 70 film- og tv-produktioner.

## Privatliv
Erik Hell var først gift med forfatteren Majken Cullborg (1920–2006) fra 1954 til 1960. Samme år mødte han skuespillerinden Öllegård Wellton (1932–1991) og de var gift indtil hans død i 1973. Parret fik to sønner sammen.
Erik Hell ligger begravet i mindelunden på Solna kyrkogård.

## Udvalgt filmografi
- Stærkere magter (1940, ukrediteret)
- Den gule klinik (1942, ukrediteret)
- Lev farligt (1944)
- De stærke hænder (1946)
- Sømandstøsen (1947)
- Jorden drager (1948)
- Menneskers rige (1949)
- Hun dansede en sommernat (1951)
- Den skønne Helene på eventyr (1951)
- Hård klang (1952)
- For min hede ungdoms skyld (1952)
- Barabbas (1953, ukrediteret)
- 491 (1964)
- Kære John (1964)
- Mordet i Ulriksdal (1965)
- Jeg - en kvinde (1965)
- Passion (1969)